# Sébastien Pérez (football)
Pour les articles homonymes, voir Pérez et Sebastien Perez.
Sébastien Pérez, né le 24 novembre 1973 à Saint-Chamond (Loire), est un footballeur français.

## Biographie
Pensionnaire du centre de formation de l'AS Saint-Étienne dès ses douze ans, Sébastien Pérez joue avec l'équipe réserve alors qu'il vient d'atteindre la majorité. Deux saisons plus tard, il découvre la D1 avec les Verts.
Évoluant habituellement au poste de défenseur ou de milieu sur le côté droit, Sébastien Pérez connaît de nombreux clubs en France et en Europe (AS Saint-Étienne, SC Bastia, Blackburn Rovers en Angleterre, où il ne parvient pas à s'imposer à cause d'une blessure, Olympique de Marseille, et Galatasaray SK en Turquie).
Il est notamment titulaire au poste d'arrière droit lors de ses deux premières saisons à Marseille (entre 1999 et 2001). Après une saison de prêt en Turquie où il remporte son seul titre professionnel, il revient à Marseille mais n'y retrouve pas sa place. Son contrat est résilié en 2004, un an avant son terme. Il signe au FC Istres en 2004 et reste deux saisons dans le club provençal.
En 2007, il s'engage pour une saison avec l'US Endoume puis à l'AS aixoise la saison suivante.
En 2008, il devient joueur international de football de plage.
Le 29 mars 2012, Sébastien Pérez est nommé directeur sportif du Dijon Football Côte d'Or. Le 24 juin 2015, il démissionne sans réelle victoire à son actif.
Le 10 août 2017, il est nommé responsable de la cellule de recrutement du centre de formation de l'Olympique de Marseille. source : http://www.laprovence.com/actu/en-direct/4573556/om-formation-sebastien-perez-nouveau-responsable-du-recrutement.html
A l'issue de la saison 2019-2020 tronqué par la crise du COVID-19, il quitte son poste de responsable de la cellule de recrutement du centre de formation, qu'il aura occupé durant 3 saisons.

## Palmarès
Sébastien Pérez est Champion de Turquie en 2002 avec Galatasaray. 
Il remporte également la Coupe Intertoto en 1997 avec SC Bastia. 